# Лешчињец
Лешчињец (пољски - Leszczyniec, немачки - Haselbach) је село у Пољској.
Налази се у Доње Шлеском војводству и спада у камјеногорски повјат. Село припада општини Камена Гора (Kamienna Góra - Камјенна Гора).
Од 1975. до 1998. село је административно припадало Јеленогорском војводству.
У близини села извире река Бистрица која је притока Одре.